# Kuresoo (Viljandi län)
Kuresoo är ett träsk i Estland.   Det ligger i landskapet Viljandimaa, i den sydvästra delen av landet, 110 km söder om huvudstaden Tallinn.
Trakten ingår i den hemiboreala klimatzonen. Årsmedeltemperaturen i trakten är 3 °C. Den varmaste månaden är juli, då medeltemperaturen är 18 °C, och den kallaste är februari, med −12 °C.